# (3969) Rossi
(3969) Rossi es un asteroide perteneciente al cinturón de asteroides, descubierto el 9 de octubre de 1978 por la astrónoma ucraniana Liudmila Zhuravliova desde el Observatorio Astrofísico de Crimea (República de Crimea).

## Designación y nombre
Designado provisionalmente como 1978 TQ8. Fue nombrado Rossi en honor al arquitecto italiano Carlo Rossi afincado en Rusia.